# 神明宮 (砺波市鷹栖)
神明宮（しんめいぐう）は、富山県砺波市鷹栖にある神社である。祭神は天照皇大神。

## 歴史
- 1938年（昭和13年） - 境内に大矢四郎兵衛像が建てられる。正面の揮毫は若槻礼次郎。背面の碑文は尾崎行雄が寄せる[1]。
- 1941年（昭和16年） - 秋葉社が合祀される。
- 1960年（昭和35年） - 戦時中に金属供出により失われていた大矢四郎兵衛像が再建される[2]。

## 祭事
- 1月1日 歳旦祭
- 2月6日 祈年祭・鎮火祭
- 4月18日 例祭
- 6月10日 田祭
- 8月19日・20日 秋葉祭
- 11月23日 新嘗祭
- 12月31日 大祓祭

## 境内
悠魂殿、石灯籠、神馬像、大矢四郎兵衛像など